# Skidlift

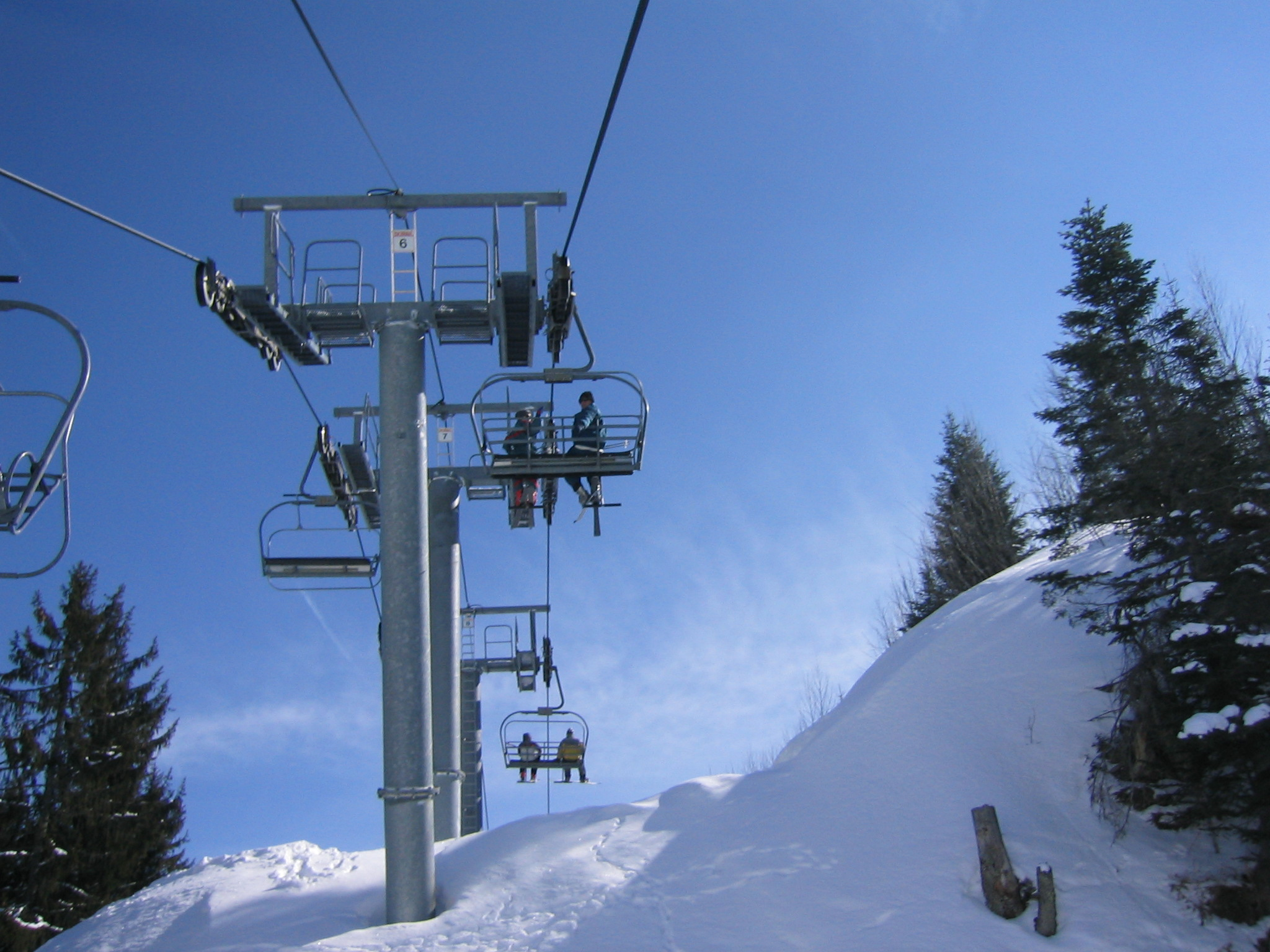
Stollift i Praz de Lys-Sommand, Frankrike.

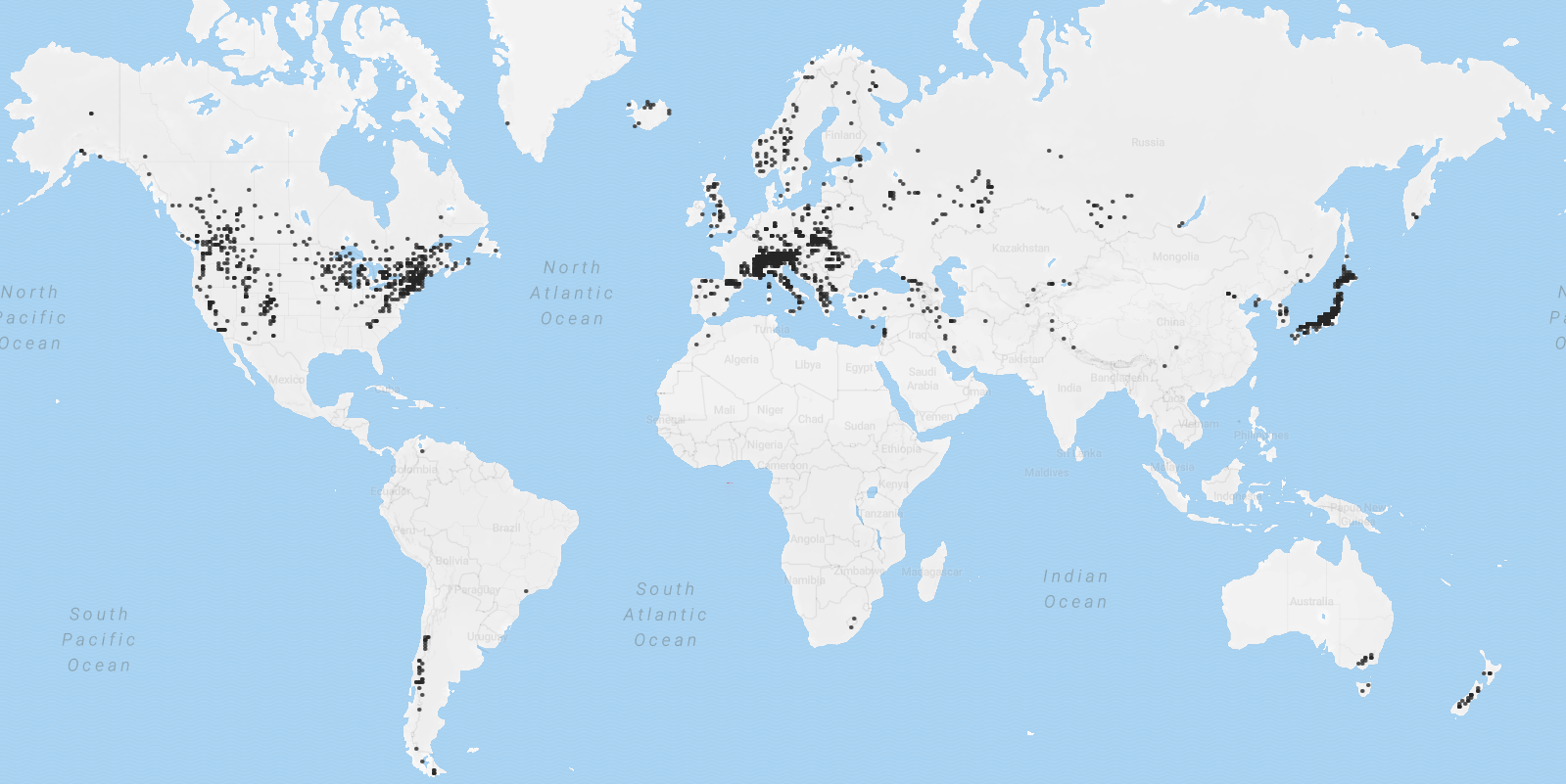
Världskarta över destinationer med skidlift (2019).

Skidlift är en maskin – vertikal persontransportinstallation – som transporterar utövare av alpin skidsport uppför skidbacke. Skidliftar började uppfinnas i början på 1900-talets sekel, även om ett fåtal liknande installationer hade konstruerats sedan 1600-talets mitt.
Sedan 1960-talet har skidliften utvecklats till en världsmarknad, och liftar utgör grunden i verksamheten vid kommersiella skidanläggningar, och det finns omkring 25 000 installationer i drift (flest i Europa och därefter Nordamerika, men förekommer också till viss del i övriga världsdelar såsom centrala Asien och den sydamerikanska bergskedjan Anderna). Flertalet av de cirka 20 typerna är rundgående medan några pendlar, och de brukar delas in i tre huvudkategorier; släpliftar som drar/släpar åkarna efter marken, linbanor som transporterar åkarna i luften antingen sittande eller stående, samt de övriga typerna som är exempelvis järnvägsliftar (bergbana) eller rullband.

## Historia
Linbanekonstruktion i sig har existerat sedan mitten på 1600-talet, då den första beskrivna installationen uppfördes i tyska Danzig, och världens nu äldsta fungerande linbana i drift är en kabinbana i San Francisco från 1869. En osäkerhet dock gällande vilken som blev världens första skidlift, i början på 1900-talet, då åtminstone den första rundgående släpliften sägs ha uppförts 1908 i Feldberg i södra Tyskland.
Världens första riktiga bygellift sägs ha varit j-kroksliften Bolgenlift i schweiziska Davos uppförd 1934, som 1964 byggdes om till en ankarlift. 1938 tillkom Nordens första bygellift i form av en knapplift vid norska Holmenkollen, som året därpå bidrog till att en "skidbärande" hotelldirektör i Åre byggde en ankarlift intill sitt pensionat.
Andra världskriget innebar ett stort avbräck för skidlift- och alpinturistvärlden, och den bygellift som byggdes 1941 i Storlien sägs ha varit den enda tillkomsten i världen under krigets tidsperiod.
År 1947 försågs Björkliden med Sveriges tredje uppförda bygellift, och 1949 byggdes den första liften i Sälen som kunde konverteras till en slags korglift under sommarsäsong. Under 1950-talet tillkom ett tjugotal liftinstallationer i Sverige, och i slutet på 1960-talet började denna verksamhet att utvecklas till en stor världsmarknad.

## Typer
Det finns omkring 20 typer av skidliftar, vilka delas in i följande kategorier och grundtyper:
| - Linbanor: - Kabinbana - Funifor - Funitel - Gondolbana - Telemixlift - Stollift - Korglift |  | - Släpliftar: - Ankarlift - J-krokslift - Knapplift - Replift |  | - Övriga - Bergbana - Kuggstångsbana - Rullband |

### Aktuella tillverkare
Tillverkarna ligger bakom den stora variationen på lifttypers konstruktionsutseenden. Följande företag har en global liftbyggarmarknad:
- Doppelmayr/Garaventa (Österrike, Kanada och Schweiz)
- Leitner Ropeways (Italien)
- Poma (Frankrike)
- Gimar Montaz Mautino, GMM (Frankrike)
- Habegger (Schweiz)

## Konstruktion och driftteknik
Generellt sett består de vanligaste skidlifttyperna av en stålvajer som är upphängd på hjul i höga stolpar och vajern drivs runt av en stark elmotor. Vid liftens båda ändar sitter ett stort vändhjul där vajern återvänds utmed andra sidan liftgatan. Främst liftars enheter (transportföremål) avgör typ av lift. På de flesta lifttyperna är enheterna konstant fastklämda på vajern, men kopplingsbara stol- och gondolliftar har en speciell teknik som medför en hög hastighet längs transportsträckan medan på- och avstig sker i en mycket långsam fart (också är den franskuppfunna knapplifttypen teleski, även kallad "Pomalift", en kopplingsbar lifttyp).

### Vajer

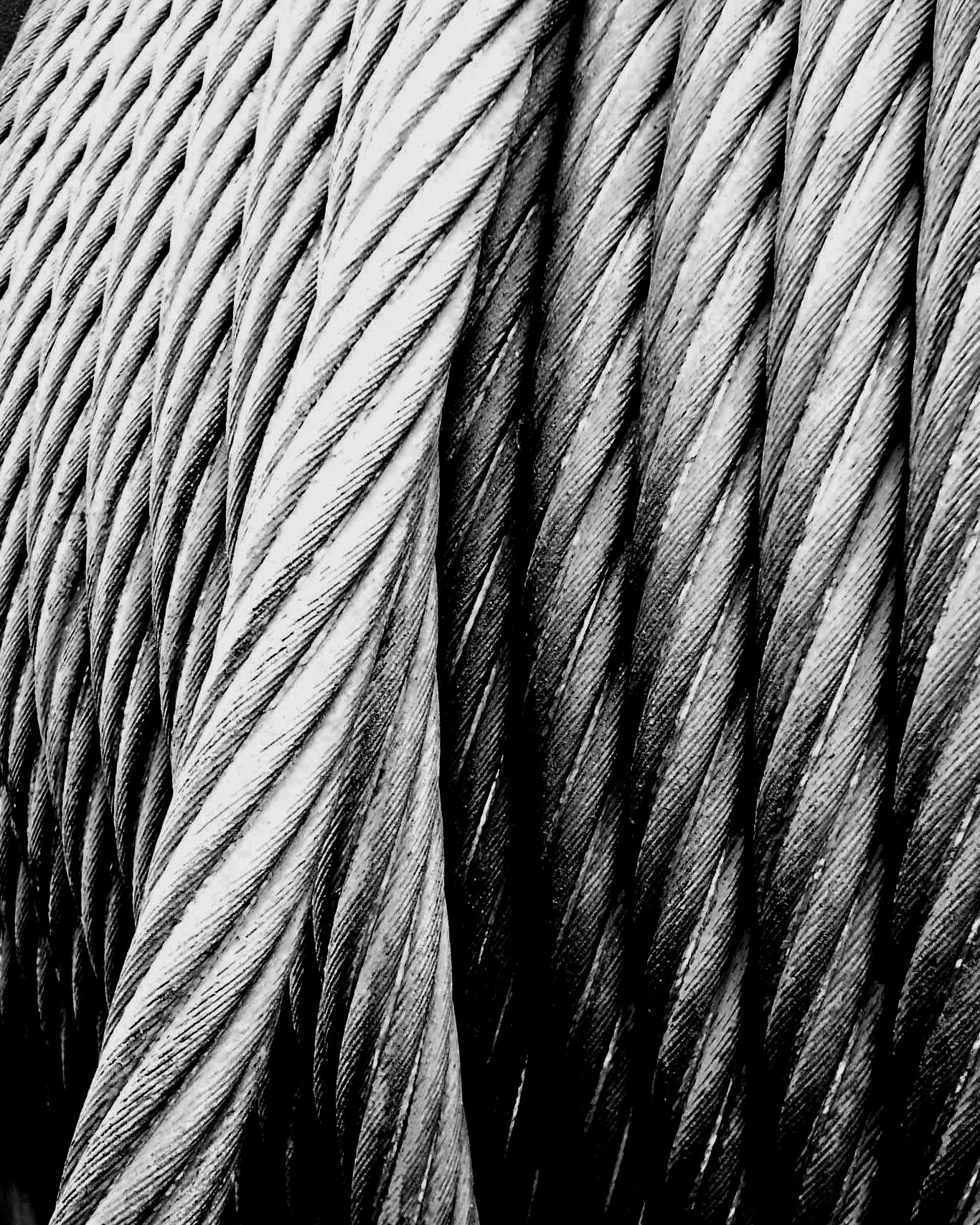
Stålvajer.

Liftens dragvajer är en lång kontinuerlig och spänd stålvajer (i huvudsak bestående av sex kardeler stålwire, med en stum kärna inuti av antingen plast eller hampa) som enheterna färdas fastklämda utmed. Vajerns spänning kan på bygelliftar regleras genom att veva ett tungt betongblock som hänger i ett spel inuti den icke drivande vändstationen, skall hänga i ett visst läge och således fungera som motvikt. Om liften har en hydraulisk linspänning pumpas den praktiskt enkelt på dalstationen kontrollerat med en tryckmätare. Spänningen på linbanor (förutom en- och tvåstolsliftar), även här hydraulisk, däremot sköts maskinellt eftersom det på grund av tyngd och storlek inte finns någon möjlighet till ett mänskligt utförande. Liftkörning kan töja ut vajern en del med tiden, i synnerhet om vajern är ny, vilket ibland behöver åtgärdas genom förkortning med några meter. När en liftvajer monteras fogas/splitsas dess båda ändar, och för att detta ska hållas ihop måste värdet av skarvens längd vara 1200 till 1600 gånger större än vajerns diameter. Vajerdiametrar varierar ganska stort mellan lifttyper:
- Knapplift: 14–18 mm
- Ankarlift: 18–26 mm
- Fast 2-stolslift: 32–36 mm
- Kopplingsbar 6-stolslift och 8-sitsig gondolbana: 43–50 mm
- Kopplingsbar 8-stolslift och 10/16-sitsig gondolbana: 46–54 mm

En cirka tre kilometer lång vajer till en expresslift väger över 30 ton.
Lifttyper som funitel och 2S-bana har dubbla vajrar, där den sistnämnda har en huvudvajer och en bärlina. Kabinbana och 3S-bana har tre vajrar; huvudvajern och två bärlinor (medan funifor har dubbel uppsättning av detta).

### Liftstolpar och nödstoppsystem

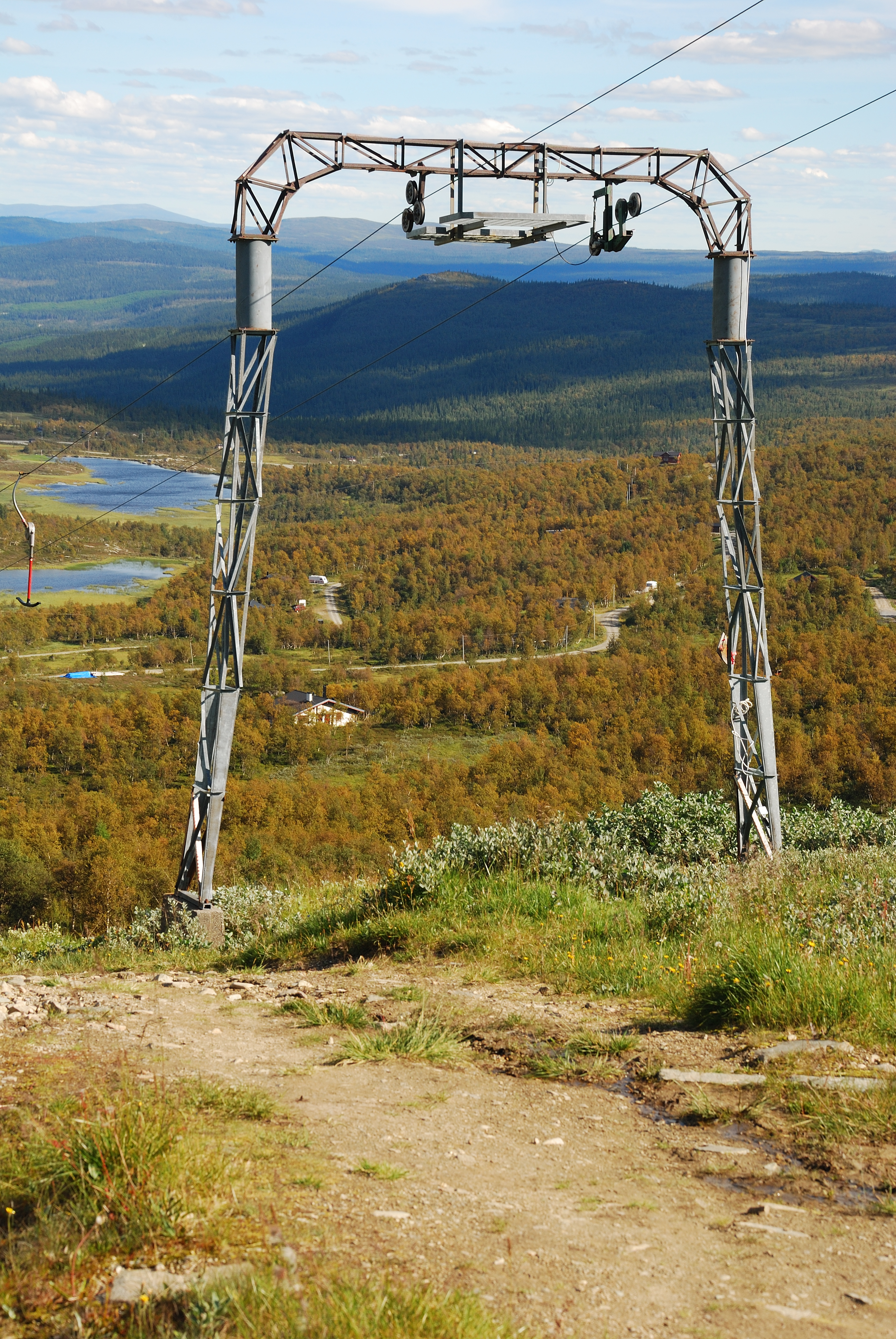
Liftstolpe till en ankarlift i Torkilstöten, Ljungdalen, med en ålderdomlig form av dubbeltryckare i rullställskonstruktionen.

Liftstolpar är flera meter höga pyloner/stöttor (fastbultade i gjutna betongfundament i marken) som vajern hålls upphängd på – där ett antal hjul, så kallat rullställ eller "rullbatteri", finns som liftvajern leds över/under/igenom (beroende på belastning av vajern) – fastsatt i hjulens spår. Om liftvajern spårar ur rullstället nödstoppas liften automatiskt med hjälp av reläer och så kallade brytpinnar vid rullställen, så att liftens strömtillförsel bryts. Till detta system finns två tunna ledningar (syns på främst äldre liftar) mellan stolparna, innanför liftvajern, som leder en mycket svag ström. Tre brytpinnar finns vid vändstationerna och en på varje rullställ fäst mellan två av hjulen, som är en liten tunn säkerhetsanordning i metall och utseendet liknar en stämgaffel, vilken bryts av om vajern spårar ur och/eller om hjulen utsätts för onormala påfrestningar. Vid en lindrig urspårning hamnar vajern normalt i en fångskål på utsidan alldeles intill rullstället, som endast åsamkar mindre materiella skador, men vill det sig allvarligt kan vajern falla ända ner till backen och främst på grund av dess tyngd vålla svår olycka för åkare. Urspårning kan orsakas av både material och hårda väderförhållanden, men på bygelliftar även av mänsklig faktor (exempelvis "sick-sack"-åkning).
Varje liftstolpe är numrerad, den första längst ner och sista längst upp, så att dessa lätt ska kunna identifieras vid driftstörningar. Vanligtvis finns en indikator på liftens generator/manöverskåp i dess lifthus som med hjälp av en mätsticka visar vilken stolpe eller övrig plats där felet/stoppet skett. Till detta finns en så kallad signallina, som förbinder både dal- och toppstation mellan liftens samtliga stolpar.
Alla liftar kan även nödstoppas manuellt, med ett antal röda nödstoppknappar längs liften, främst på dalstationen men även på toppavstig och mellanavstig. Detta för åkarnas säkerhet eftersom det i främst bygelliftar kan vara lätt hänt att åkare fastnar eller ramlar. Bygelliftar är även utrustade med ett så kallat brytsnöre (hänger spänt vid markhöjd tvärs över liftgatan) mellan avstiget och vändstationen på toppen, är en säkerhetslina kopplad till nödstoppsystemet för åkare som fastnat på liftbygeln. När åkaren träffar linan lossnar den, strömmen bryts och liften nödstoppas, och först när snöret sitter på igen kan liften åter startas. Ett brytsnörestopp kan även orsakas materiellt av att en medbringares fjäder blivit utsliten och därmed inte hinner rulla in bygeln, innan den hakar i och utlöser snöret. På liftar med mellanavstig är det (under stillestånd) även möjligt att koppla in något extra brytsnöre, som temporär gräns vid snöbrist längre upp i liftspåret och/eller skidbacken vilket kan vara vanligt kring säsongsstarter. Ett bygeluppslag (mur av plastkäppar) sätts ut som markering vid aktuellt avstig, då brytsnöret normalt finns strax bakom. Stolbanor har normalt två typer av stoppsystem; det ena är en elektrisk stopp som innebär att elmotorn stannar liften med en mjukare inbromsning, medan nödstoppen fungerar som en skivbroms vid banans drivhjul.
Rullställskonstruktionen varierar på olika stolpar (antingen så kallade över-, under- eller dubbeltryckare), också med varierande hjulantal. Särskilt vid liftens dalstation och vid svackaformade kanter (stor lutningsändring mellan flackt och brant parti) konstrueras undertryckare; vajern fästs på undersidan hjulen, och således hålls vajern ordentligt sträckt. Storleksmåtten, som varierar beroende konstruktion, till ankarliftars rullställshjul är normalt 26 cm i diameter och expressliftars cirka 40–55 cm. Ankarliftar av främst Doppelmayr-konstruktion kan ha olika bredd på rullställshjulen (vissa liftar har betydligt bredare/grövre än andra), ju bredare/grövre desto mer tålighet i vajertrycket.

### Hastighet och motorik
Generellt har liftarna en automatisk växellåda som ger mjuk acceleration från stillestånd till normal hastighet. Vissa riktigt ålderdomliga bygelliftar har en manuell växellåda, då liften i fråga accelereras mjukt med en "ratt" som vrids och finns normalt omkring fem steg/växlar på sådana – och dessa måste alltid köras på sin maximala hastighet, annars blir startmotorn snabbt överhettad. Ålderdomliga bygelliftar med automatisk växellåda accelererar själva men ändå relativt mjukt upp till dessas normala konstanta hastighet (det finns dock ett sätt att ändra hastigheten på dessa men är sällsynt; att helt ändra inställningarna i liftens elsystem som endast kan göras av avancerade tekniker, sällan under säsong). Växellåda installeras på de flesta liftar (finns på alla linbanor), men ålderdomliga (bygel-)liftar som ännu saknar sådan gör en ryckig start (från noll till maxfart på en gång) som kan ge vissa besvär för åkare.
Liftars hastighet är farten på dessas vajerrörelse – som varierar avsevärt, dels beroende på lifttyp. Modernt konstruerade bygelliftar innebär att de liksom linbanor praktisk och smidigt är möjliga att köras i olika hastigheter (alltifrån noll till maxhastigheten), som främst regleras med en potentiometer som sitter på liftens generator inne i lifthusen intill drivstationen, och i flesta fall har tillgång till hastighetsmätare. Dessa liftar har även ett annat vred både i lifthuset och ute vid påstiget som är inställt på en viss mycket låg hastighet, för säkrare påstig för vissa enskilda åkare (stolliftar har sådana vred även på avstiget). Den övriga hastighetsregleringen är också praktisk exempelvis vid hård vind eftersom liftens enheter då svajar för mycket i hög drifthastighet och därmed kan liften skadas/haverera vid hårda vindbyar beroende på liftens konstruktion samt aktuell vind och vindriktning. Ju mer liftens hastighet reduceras desto mindre svajar enheterna och därmed blir transporten säkrare för åkarna, men om aktuella vindbyar uppnår eller överskrider omkring 20 m/s brukar berörd lift tvingas stänga på grund av överhängande skade-/haveri- och åksäkerhetsrisk. Linbanor är ofta utrustade med vindmätare, på några av dessas stolpar, och på moderna stolliftar installeras vindvarningslarm som utlöses när vindbyhastigheten når 16 m/s eller högre.
Liftarna drivs främst av en stark elmotor som normalt är på dalstationen, men är också relativt vanligt att den placeras på toppstationen (där den, på ett mindre energikrävande sätt, "drar" istället för "trycker" liftbanan runt). Kopplingsbara stolliftar och gondolbanor har två motorer; själva drivmotorn och en så kallad hjälpmotor. Linbanor har normalt även tillgång av en dieselmotor som en nödmotor vid strömavbrott eller annat tekniskt stopp, enbart för att kunna köra upp åkarna som finns ombord på liften. (Det finns dock ett fåtal, ålderdomliga, liftar i världen som drivs med dieselmotor.) Driveffekten på ankarliftar är oftast mellan 50 och 200 kW, och expressliftar (totalt av drivmotor och hjälpmotor) mellan 200 och 1 000 kW. Linbanor och reglerbara bygelliftar har även en startmotor, som aktiveras innan liften startas upp, och särskilt på linbanor ljuder ett "larm" (startsignal) när startmotorn aktiveras. På övriga liftar signaleras starten med en tuta, mest för att passagerarna ska bli uppmärksammade.

### Datastyrd drift
Driften hos de flesta nyare stol- och gondolbanor styrs automatiskt av datorer; såsom utifrån inställda längd- och hastighetsmått, enhetsavstånd, aktuella vinddata, klämkraft, motoreffekt, olja- och vätskenivåer, enheters dörrautomatik och mycket mer. Om liftens datasystem skulle känna av någon typ av avvikelse, exempelvis för kort enhetsavstånd (vid minst en av stationerna på kopplingsbar linbana finns en så kallad spacer som justerar förändrade enhetsavstånd till det korrekt inställda, som kan ske rätt så ofta av tyngden när passagerarna stiger ombord på dalstationen och på så vis pressas enheten bakåt, men ibland kan spacern ha svårt att hinna med att putta enheten tillräckligt), nödstoppas liften automatiskt och datorn beskriver felet/avvikelsen. Endast start, stopp och hastighetsreglering på dessa liftar sköts manuellt.

### Vinkellift
Vissa skidliftar, främst släpliftar, brukar kunna svängas/vinklas. Med hjälp av vändhjul rundas liftens dragvajer en liten bit, så även byglarna passerar, och därmed får liftbanan en kurva på utsatt plats längs liften. En lift med innehåll av sådan anläggning kallas vinkellift. Bygelliftar med skarp vinkling brukar ofta kunna ha en triangelformad liftgata, med en "rak" eller genande riktning på liftens nedsida.
Även stolliftar (både fasta och kopplingsbara) och gondolbanor kan vinklas. Vid sådant på kopplingsbara linbanor får liften i fråga en typ av mellanstation.

## Liftars kapacitet
Liftkapacitet är en effektivitetsenhet som anger hur många personer per timme (pers/tim) skidliften kan transportera. Normala maxvärden är:
- Knapplift: 500–850 pers/tim
- Ankarlift och fast tvåstolslift: Omkring 1 000 pers/tim
- Fast tre- och fyrstolslift: 1 200–2 400 pers/tim
- Expresslift: 1 800–3 600 pers/tim

Allt avgörs av enheternas storlek och avstånd samt liftens hastighet, konstruktion och funktion. Expressliftar med hög kapacitet blir allt vanligare över hela världen, minimerar både liftköer och lift-åktid, som marknadsför en effektivare utförsåkning. På främst bygelliftar kan enhetsavstånden variera relativt stort från lift till lift, oftast beroende på liftens bromssträcka (får ej vara längre än värdet i meter av två gånger liftens hastighet). Kapaciteten som anges är normalt teoretiskt sedd, och kan således vara av helt andra värden i praktiken.

## Liftsystem

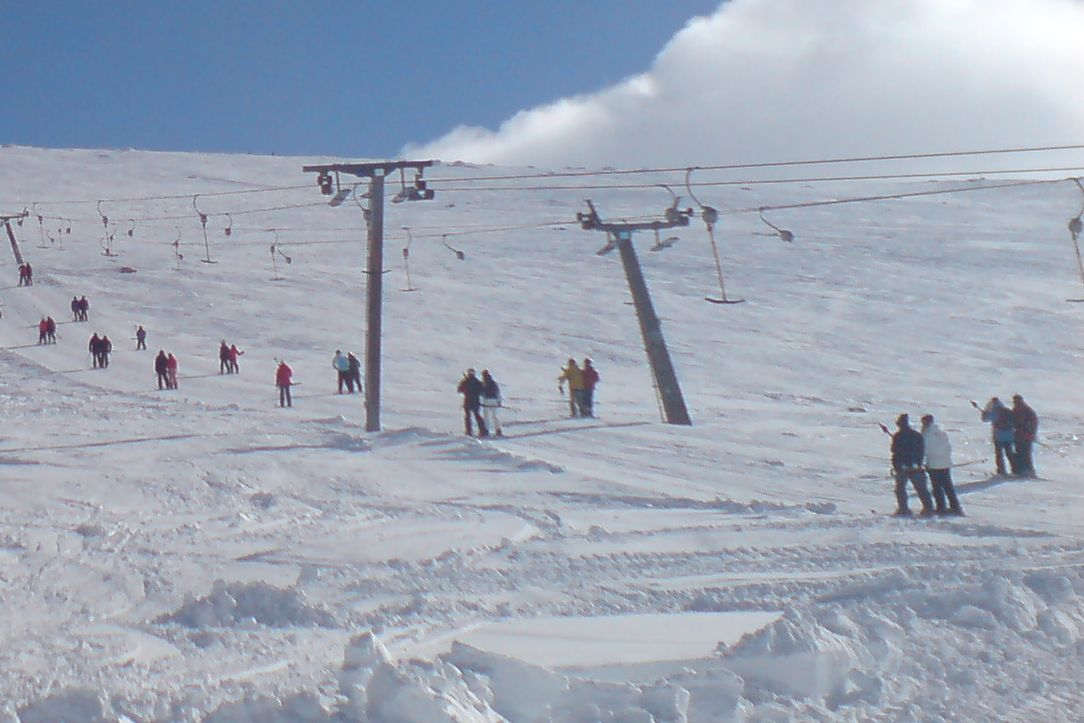
Parallella ankarliftar i Åre, för ökad kapacitet. Somliga anläggningar har trippel-parallella bygelliftar, särskilt förekommande i Sälenfjällen.

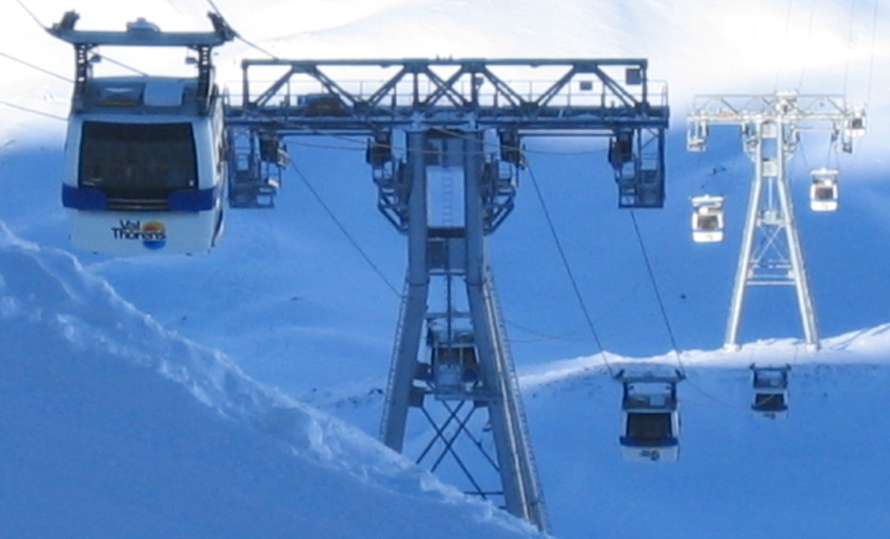
En funitel i franska Val Thorens, som med över 160 andra liftar och 600 kilometer pist utgör världens största sammanbundna lift- och pistsystem i Les 3 Vallées.

Detta avsnitt är baserat på material från engelskspråkiga Wikipedia
Liftsystem kan ordnas av flera mönster beroende på storlek och topografi av området. Flera liftar kan ordnas radiellt utåt från ett gemensamt basområde, med toppstationer längs omgivande toppar. Liftar kan också köras radiellt inåt från flera basstationer till gemensamma toppmöten. Områden vid ryggen av en lång sluttning kan enkelt ha flera liftar igång parallellt. Folkrika områden kan ha två eller fler liftar parallellt intill varandra för ökad kapacitet. 
I några anläggningar byggs liftar som korsar varandra: Två linbanor kan korsas med hjälp av en specialbyggd liftstolpe med passage på olika höjd över marken. Linbanor kan även enkelt korsa släpliftar och andra låggående liftar genom att bara passera ovanför. Däremot för att korsa släpliftar och övriga låggående liftar med varandra behövs hjälp av exempelvis broar eller tunnlar.
Större anläggningar har kombinationer av dessa grundläggande mönster, ofta i en nivåindelad höjd; liftar kan köras från en eller flera basområden till olika mittstationer, som även kan anslutas för endast halv sträcka.

## Liftkort
Liftkort är ett åkkort som köps av åkaren, vilken i sin tur får behörighet att åka inom anläggningens liftsystem för en viss tid och skall enligt avtal följa angivna åkregler. Vissa liftkort säljs som enkelbiljetter.
På små anläggningar är det vanligt med användning av armbindel att förvara liftkortet i, och liftpersonalen kontrollerar själva dessa. 
På större anläggningar har det sedan millennieskiftet blivit alltmer vanligt med elektroniska liftkort, numera så kallade Skipass eller Key Card vilka laddas på i likhet med typiska kontantkort, som åkaren stoppar i en av sina yttre klädfickor på vänster sida utan att behöva vidröra kortet därefter; skidkläderna har ofta en specialsydd ficka för ändamålet. Vid liftstationerna finns så kallade accesser, automatiska datastyrda kortläsare, med ett roterande vändkors eller en grind som öppnas när accessen identifierat och godkänt liftkortet. (Förr var det vanligt med ett system då åkaren hade sitt liftkort förankrat i en "jojo", och manuellt drog kortet fram till kortläsaren in i en automat och således kunde passera vändkorset.) Beroende på liftens enhetskapacitet kan antalet portar med kortläsare vara alltifrån en till närmare tio.
Sedan omkring år 2010 har SLAO:s medlemsanläggningar (Sverige) omsatt mellan cirka en och över två miljarder SEK per år för liftkort som affärsprodukt, där Skistar haft omkring 50 % marknadsandel. Under denna tidsperiod har priserna höjts med närmare 50 % hos de flesta operatörer.